# Rosanna Chiessi
Rosanna Chiessi (Littoria, 11 maggio 1934 – Reggio Emilia, 7 marzo 2016) è stata un'editrice e gallerista italiana, promotrice di avanguardie artistiche del secondo Novecento.

## Biografia
Nel 1962 apre la galleria d'arte il Portico a Reggio Emilia e verso la metà degli anni sessanta entra in contatto con i fermenti sperimentali delle neoavanguardie. La sua casa diventa punto di incontro e scambio per i giovani artisti e poeti emiliani attivi nelle correnti informali, optical e di poesia visiva. La mostra "Poesia Visiva" del 1969 segna l'inizio della sua attività di editrice. Nel 1971 fonda a Reggio Emilia la casa editrice Pari Editori & Dispari producendo edizioni grafiche con artisti concettuali italiani, poeti visivi e body-artists quali, Giuseppe Desiato, Franco Vaccari, Claudio Parmiggiani, Corrado Costa, Mario Ceroli, Agostino Bonalumi e altri. In quegli anni inizia ad organizzare eventi, festival ed esposizioni, partecipando a fiere internazionali tra cui Basilea 1972/75, Düsseldorf 1972/73/74, Bologna 1976/78. 
L'indagine del gesto e delle sue possibilità espressive tracciate da alcune delle esperienze più radicali di arte performativa, rappresentano il principale interesse nella sua ricerca artistica. Si susseguono così tra la fine degli anni Settanta sino al 1990 festival e performances tematici in diverse città italiane, anche in collaborazione con enti pubblici e musei con gli artisti del movimento Fluxus, Azionismo Viennese, poeti visivi e performer, come Hermann Nitsch, Giuseppe Chiari, Philip Corner, Corrado Costa, Giuseppe Desiato, Franco Vaccari, Geoffrey Hendricks, Dick Higgins, Daniele Lombardi, Arrigo Lora Totino, Urs Uthi, Charlotte Moorman, Nam June Paik, Ben Patterson, Dieter Roth, Carolee Schneemann, Emmett Williams, Yoko Ono ed altri. In particolare si ricordano: Il festival Tendenze d’arte internazionale organizzato a Cavriago nel 1977 e nel 1978, con il primo concerto Fluxus diretto da Geoffrey Hendricks, Joe Jones e Takako Saito / “Picnic a Capri” - Video, Capri 1988 /  “6 Performance” inscenate da Charlotte Moorman nella ex Caserma Zucchi di Reggio Emilia durante un lungo soggiorno a Casa di Rosanna Chiessi, 1989 / Prima esposizione italiana di Nam June Paik, ai Chiostri di San Domenico, in collaborazione con il Comune di Reggio Emilia e con la presenza dell’artista, 1990 / 8 Cene colorate partendo dall’idea del gusto del colore con artisti, personalità della cultura e dell’economia in luoghi come Casa Malaparte a Capri, la Giudecca a Venezia, tra il 1989 e il 1999 
Dal 1991 al 1996 Rosanna Chiessi svolge l’attività artistica principalmente a casa Malaparte a Capri ed in accordo con gli eredi dello scrittore, proprietari della casa, organizza eventi culturali ed happening, invitando vari artisti. Dal 1997 all'inizio del nuovo Millennio svolge principalmente l'attivitá di gallerista a Reggio Emilia ed a Berlino.
Nel 2004 prende contatti con il movimento artistico giapponese GUTAI, in particolare Shozo Shimamoto e Yasuo Sumi. È tra i fondatori dell'Associazione Shozo Shimamoto con Peppe Morra e Laura Montanari, nata per organizzare eventi internazionali e promuovere e sostenere la ricerca artistica del maestro. Dal 2004 al 2016 organizza e promuove performances e mostre degli artisti Gutai ad esempio 'Vento d'Oriente' Archiviato il 26 marzo 2019 in Internet Archive. alla Certosa di Capri, a Napoli “Un’arma per la pace” Archiviato il 26 marzo 2019 in Internet Archive.,  “I colori della pace” - Performance e mostra di Shozo Shimamoto e Yasuo Sumi al Museo Magi, Pieve di Cento, a Genova “Shozo Shimamoto. Samurai, acrobata dello sguardo Museo d’Arte” - Mostra al Museo d’Arte Contemporanea Villa Croce e performance a Palazzo Ducale, a Reggio Emilia “Shozo Shimamoto – Opere 1950-2011- Oriente e Occidente” Archiviato il 26 marzo 2019 in Internet Archive. - Mostra antologica e performances a Palazzo Magnani,  Bologna, Modena, Roma, Milano, Berlino. 
Nel 2014 i Musei Civici di Reggio Emilia ospitano una retrospettiva della sua intera attività. Rosanna Chiessi ha raccolto e documentato questa attività e l'arte del suo tempo attraverso album fotografici da lei stessa composti e commentati. Questi album oggi costituiscono il fondo Rosanna Chiessi, Archivio fotografico storico-artistico Pari&Dispari costituito da 54 album, istituito dal Comune di Reggio Emilia - Biblioteca Panizzi, in seguito alla donazione della figlia nel 2017. Gli album documentano e raccontano capitoli di arte contemporanea internazionale dalla fine del 1960 al 2015 ed includono anche immagini di vita vissuta, restituendo anche lo spirito e l'atmosfera di quegli anni. Gli album e i video sono accompagnati ognuno da un testo descrittivo e corredati da uno schema definito da Rosanna Chiessi.
Nel 2018 il Museo MAMbo di Bologna allestisce l'esposizione Rosanna Chiessi. Pari&Dispari per renderle omaggio. Per l'occasione è stato pubblicato il volume Rosanna Chiessi. Pari&Dispari, Danilo Montanari editore, con biografia, testi antologici, eventi ed attività.

## Pubblicazioni
- Io non ho paura delle rose, contiene: Oltre lo spettacolo e In bicicletta sul mare, Colognola ai Colli (VR), Adriano Parise editore, 1995
- Ipotesi per un incontro. Favola per chi ama il blu, Roma, Stampa Alternativa, 1995
- Chiudevo gli occhi e immaginavo altro, Reggio Emilia, 2011
- Pari&Dispari, Danilo Montanari Editore, 2018